# Alfred C. Chapin
Alfred Clark Chapin (ur. 8 marca 1848 w South Hadley, zm. 2 października 1936 w Montrealu w Kanadzie) – amerykański polityk, członek Partii Demokratycznej.

## Działalność polityczna
Od 1882 do 1883 zasiadał w New York State Assembly i w 1893 był spikerem. Od 1884 do 1887 był stanowym kontrolerem w Nowym Jorku, a od 1888 do 1891 był burmistrzem Brooklynu. W okresie od 3 listopada 1891 do rezygnacji 16 listopada 1892 przez jedną kadencję był przedstawicielem 2. okręgu wyborczego w stanie Nowy Jork w Izbie Reprezentantów Stanów Zjednoczonych.
Jego zięciem był Hamilton Fish III, a wnukiem Hamilton Fish IV.